# Богачёва, Ирина Петровна
Ири́на Петро́вна Богачёва (урождённая Комякова; 2 марта 1939, Ленинград — 19 сентября 2019, Санкт-Петербург) ― советская и российская оперная певица (меццо-сопрано). Народная артистка СССР (1976). Лауреат Государственной премии РСФСР им. М. И. Глинки (1973) и Государственной премии СССР (1984).

## Биография
Родилась 2 марта 1939 года в Ленинграде в семье профессора Ленинградского политехнического института.
Вместе с семьёй пережила блокаду Ленинграда. Родители умерли рано: отец — в 1947 году, мать — в 1956 году; старшая дочь, Ирина, осталась с двумя младшими сёстрами и после окончания профессионально-технического училища стала работать швеёй в ателье. Ещё в училище она участвовала в художественной самодеятельности; пела в хоре Дома культуры трудовых резервов (ныне — Дворец учащейся молодёжи Санкт-Петербурга) и посещала в нём кружки сольного пения и художественного слова. Хор возглавлял А. Г. Мурин; вокальным педагогом у неё была М. Т. Фитингоф, которая в 1960 году и привела Ирину Богачёву в Ленинградскую консерваторию имени Н. А. Римского-Корсакова. В 1965 году она окончила консерваторию по классу пения И. П. Тимоновой-Левандо.
Ещё учась, в 1964 году дебютировала на сцене Ленинградского театра оперы и балета имени С. М. Кирова (ныне Мариинский театр) в партии Полины («Пиковая дама» П. И. Чайковского), с 1965 года — солистка театра.
В 1968—1969 годах стажировалась в театре «Ла Скала» (Милан, Италия) у Дж. Барра (Gennaro Barra-Caracciolo). Исполнила на сцене «Ла Скала» партию Ульрики в «Бале-маскараде» Д. Верди, «заслужив восторженное одобрение публики и критики».
Вела активную концертную деятельность, много пела с оркестром и фортепианным сопровождением. В свой концертный репертуар включает арии из классических опер, оперетт, романсы, песни, в том числе эстрадные. Особая глава в истории камерного музицирования певицы связана с работой над вокальными сочинениями Д. Д. Шостаковича («Пять сатир на стихи Саши Чёрного» и др.).
Гастролировала за рубежом с сольными программами: Норвегия, Франция, Китай, Испания, Япония, Корея, Англия, Германия, Италия и др. В лучших ролях своего репертуара выступала в таких известных оперных театрах, как «Ла Скала» (Милан), Метрополитен-опера (Нью-Йорк), Ковент-Гарден (Лондон), Опера Бастилии (Париж),  театр «Колон» (Буэнос-Айрес), Опера Сан-Франциско и многих других.
Много и плодотворно работала на студии «Лентелефильм» и на телевидении. На Санкт-Петербургском телевидении подготовлены видеофильмы «Песня, романс, вальс», «Итальянские грёзы», «Русский романс», а также юбилейные бенефисы певицы в Большом зале Санкт-Петербургской филармонии (к 50-, 55- и 60-летию со дня рождения). Певицей записаны и выпущены 5 компакт-дисков.
С 1980 года преподавала в Ленинградской (Санкт-Петербургской) консерватории, с 1982 года — профессор. Занимала пост зав. кафедрой сольного пения.
С 1997 года — почётный член Филармонического общества Санкт-Петербурга.
С 2003 года — президент Международного музыкального фестиваля-конкурса «Три века классического романса».
Известны живописные и графические портреты И. Богачёвой, исполненные в разные годы ленинградскими художниками, в том числе Е. И. Табаковой (1972).
Скончалась 19 сентября 2019 года в Санкт-Петербурге на 81-м году жизни. Прощание прошло 23 сентября в Мариинском театре. Похоронена в Санкт-Петербурге на Новодевичьем кладбище.

## Общественная позиция
В марте 2014 года Богачёва поддержала аннексию Крыма, подписала письмо президенту России Владимиру Путину в поддержку аннексии: «Я хочу, чтобы мы жили в дружбе и в мире, потому что мы одна нация. Мы говорим на одном языке. У нас полно родственников на Украине, а там полно русских. Ну как можно такое сейчас терпеть?» — пояснила певица.

## Семья
- Отец — Пётр Георгиевич Комяков (1900—1947), профессор, доктор технических наук, заведовал кафедрой чёрной металлургии в Ленинградском политехническом институте.
- Мать — Татьяна Яковлевна Комякова (1917—1956).
- Муж (второй брак) — Станислав Леонович Гаудасинский (1937—2020), театральный деятель, заведующий кафедрой музыкальной режиссуры в Санкт-Петербургской консерватории, профессор, народный артист РСФСР (1989).
- Дочь — Елена Станиславовна Гаудасинская (1967—2019), пианистка, заведующая кафедрой концертмейстерского мастерства Санкт-Петербургской консерватории, доцент, заслуженная артистка РФ (2007).
- Внучка — Ирина Гаудасинская, музыкальный режиссёр, продюсер.

## Награды и звания

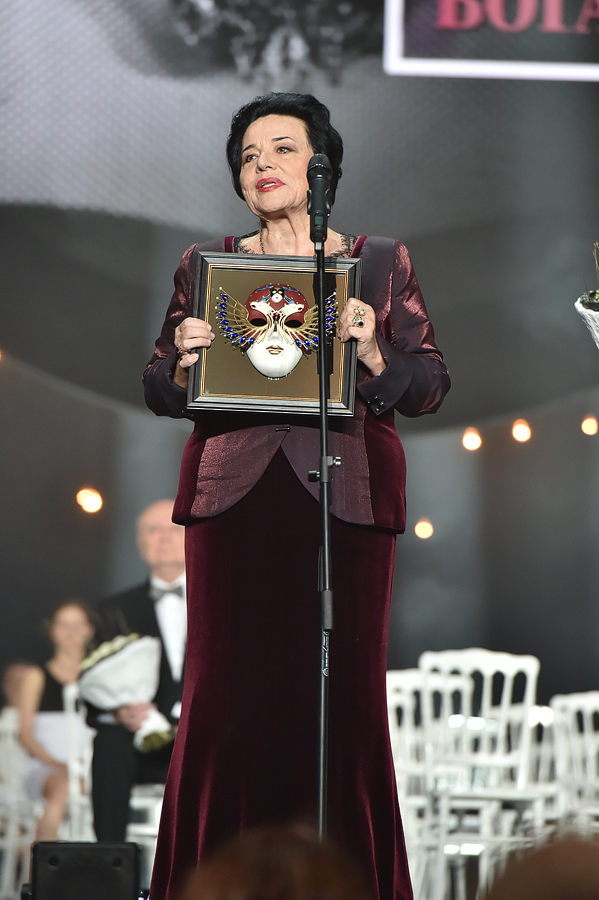
Ирина Богачёва во время церемонии «Золотая маска» 2017 года.

- 2-я премия Всесоюзного конкурса вокалистов имени М. И. Глинки (1962)
- 1-я премия Международного конкурса вокалистов в Рио-де-Жанейро (1967)
- Заслуженная артистка РСФСР (1970)
- Народная артистка РСФСР (1974)
- Народная артистка СССР (1976)
- Государственная премия СССР (1984) — за концертные программы 1981—1983 годов
- Государственная премия РСФСР имени М. И. Глинки (1973) — за исполнение оперных партий и концертные программы в сезоне 1971—1972 годов
- Орден «За заслуги перед Отечеством» III степени (2000) — за большой вклад в развитие музыкального искусства [9]
- Орден «За заслуги перед Отечеством» IV степени (2009) — за большой вклад в развитие отечественного музыкального искусства и многолетнюю творческую деятельность[10]
- Орден Дружбы народов (1981)
- Орден Почёта (2015) — за большие заслуги в развитии отечественной культуры и искусства, телерадиовещания и многолетнюю плодотворную деятельность[11]
- Театральная премия Санкт-Петербурга «Золотой софит» (1995) — «За вклад в обучение и воспитание артистов оперы»
- Театральная премия Санкт-Петербурга «Золотой софит» (2012) — «За творческое долголетие и уникальный вклад в театральную культуру Санкт-Петербурга».
- Почётная грамота Президиума Верховного Совета РСФСР (1983)
- Почётный гражданин Санкт-Петербурга (2000)[12]
- Почётный знак отличия «За заслуги перед Санкт-Петербургом» (2019)[13]
- Почётный диплом Законодательного Собрания Санкт-Петербурга (2009) — за выдающийся личный вклад в развитие культуры и искусства в Санкт-Петербурге, многолетнюю успешную профессиональную и общественную деятельность и в связи с 70-летием со дня рождения[14].
- Благодарность Законодательного Собрания Санкт-Петербурга (2019) — за выдающиеся личные заслуги в развитии оперного искусства и вокальной педагогики, а также в связи с 80-летием со дня рождения[15].
- Российская национальная театральная премия «Золотая маска» «За выдающийся вклад в развитие театрального искусства» (2017)[16][17].

## Партии
- «Трубадур» Дж. Верди — Азучена
- «Аида» Дж. Верди — Амнерис
- «Оптимистическая трагедия» А. Н. Холминова — Комиссар
- «Тихий Дон» И. И. Дзержинского — Аксинья
- «Кармен» Ж. Бизе — Кармен
- «Борис Годунов» М. П. Мусоргского — Марина Мнишек
- «Пиковая дама» П. И. Чайковского — Полина, Графиня
- «Хованщина» М. П. Мусоргского — Марфа
- «Царская невеста» Н. А. Римского-Корсакова — Любаша
- «Сила судьбы» Дж. Верди — Прециозилла
- «Князь Игорь» А. П. Бородина — Кончаковна
- «Пётр Первый» А. П. Петрова — Марта Скавронская
- «Война и мир» С. С. Прокофьева — Элен Безухова, Ахросимова
- «Игрок» С. С. Прокофьева — Бабуленька
- «Вертер» Ж. Массне — Шарлотта
- «Октябрь» В. Мурадели — Графиня
- «Бал-маскарад» Дж. Верди — Ульрика
- «Дон Карлос» Дж. Верди — Эболи

## Фильмография
Роли в кино
- 1975 — Виват, Россия! (фильм-спектакль)

Вокал
- 1969 — Князь Игорь (фильм-опера) — Кончаковна (роль И. Моргоевой)

Участие в фильмах
- 1970 — Поёт Ирина Богачёва (документальный)
- 1977 — Пора нам в оперу (документальный)
- 1979 — Жизнь моя — опера (документальный)
- 2009 — Петербург. Современники. Ирина Богачёва. (документальный)
- 2009 — Синее море… белый пароход… (документальный) (режиссёр Валерий Гаврилин)
- «Голос и орган» (музыкальный фильм) (режиссёр В. Ф. Окунцов)
- «Кармен — страницы партитуры» (музыкальный фильм) (режиссёр О. В. Рябоконь).